# 9 Souls
9 Souls (ナイン・ソウルズ, Nain Souruzu) és una [pel·lícula dramàtica de ficció criminal japonesa del 2003 dirigida per Toshiaki Toyoda. Fou estrenada el 19 de juliol de 2003.

## Argument
Nou perillosos criminals que comparteixen una cel·la de la presó elaboren un pla de fugida per trobar diners falsificats presumptament amagats en una càpsula del temps pel seu desè company de cel·la, un boig conegut com el Rei Falsificador. Després d'escapar, roben una furgoneta, es posen granotes blanques i segueixen el mapa fins a un lloc on s'amaga el suposat tresor. Troben una càpsula del temps amagada, però el seu contingut és completament diferent del que esperaven. I els membres del grup comencen a separar-se com poden, mentre que altres intenten reincorporar-se a la societat i fer una vida normal, però també fracassen en això, perquè aquesta nova realitat es nega a acceptar-los.

## Repartiment
- Yoshio Harada com a Torakichi[1]
- Ryuhei Matsuda com a Michiru[1]
- Genta Dairaku com a Ushiyama[1]
- Itsuji Itao com a Fujio[1]
- Kazuki Kitamura[1]
- Kiyohiko Shibukawa[1]
- Koji Chihara com a Kazuma[1]
- Mame Yamada com a Shiratori[1]
- Onimaru com a Shishido[1]
- Takako Matsu[1]
- Takuji Suzuki com a Inui[1]

## Recepció
La pel·lícula va formar part de la Competició Internacional: secció de llargmetratges del 18è Festival Internacional de Cinema de Friburg. A Midnight Eye, Tom Mes va dir que "la pel·lícula és testimoni del naixement d'un director segur i madur capaç de manejar històries de diversos personatges amb confiança".